# Mongólia a 2004. évi nyári olimpiai játékokon
Mongólia a görögországi Athénban megrendezett 2004. évi nyári olimpiai játékok egyik részt vevő nemzete volt. Az országot az olimpián 7 sportágban 20 sportoló képviselte, akik összesen 1 érmet szereztek.

## Érmesek
| Érem  | Versenyző             | Sportág   | Versenyszám   |
| ----- | --------------------- | --------- | ------------- |
| Bronz | Hasbátarín Cagánbátar | Cselgáncs | Férfi légsúly |

## Atlétika
Férfi
| Versenyző           | Versenyszám | Eredmény | Helyezés |
| ------------------- | ----------- | -------- | -------- |
| Bat-Ocsirín Szer-Od | Maraton     | 2:33,24  | 75.      |

Női
| Versenyző                   | Versenyszám | Eredmény | Helyezés |
| --------------------------- | ----------- | -------- | -------- |
| Luvszanlhündegín Otgonbajar | Maraton     | 3:48:42  | 66.      |

## Birkózás

### Férfi
Szabadfogású
| Versenyző                | Versenyszám | Csoportkör                                                                                               | Csoportkör | Negyeddöntő       | Elődöntő          | Bronz- mérkőzés   | Döntő             | Helyezés |
| Versenyző                | Versenyszám | Ellenfél Eredmény                                                                                        | Hely.      | Ellenfél Eredmény | Ellenfél Eredmény | Ellenfél Eredmény | Ellenfél Eredmény | Helyezés |
| ------------------------ | ----------- | --- | ---------- | ----------------- | ----------------- | ----------------- | ----------------- | -------- |
| Bajarágín Naranbátar     | 55 kg       | C csoport · Kim Hjoszop (KOR) · 3-4 · Bábak Nurzád (IRI) · 6-0                                           | 2.         | kiesett           | kiesett           | kiesett           | kiesett           | 12.      |
| Ojúnbilegín Pürevbátar   | 60 kg       | D csoport · Davit Pogoszian (GEO) · 2-4 · Eric Guerrero (USA) · 3-1                                      | 2.         | kiesett           | kiesett           | kiesett           | kiesett           | 13.      |
| Tüvsintörín Enhtujá      | 96 kg       | F csoport · Aljakszandr Samarav (BLR) · 0-5 · Fatih Çakıroğlu (TUR) · TUS                                | 3.         | kiesett           | kiesett           | kiesett           | kiesett           | 21.      |
| Gelegdzsamcín Öszöhbajar | 120 kg      | F csoport · Alirezá Rezáji (IRI) · 0-3 · Bozsidar Bojadzsiev (BUL) · TUS · Barisz Hrinkevics (BLR) · 6-0 | 3.         | kiesett           | kiesett           | kiesett           | kiesett           | 12.      |

### Női
Szabadfogású
| Versenyző                | Versenyszám | Csoportkör                                                                  | Csoportkör | Elődöntő                                   | Bronz- mérkőzés   | Döntő             | Helyezés |
| Versenyző                | Versenyszám | Ellenfél Eredmény                                                           | Hely.      | Ellenfél Eredmény                          | Ellenfél Eredmény | Ellenfél Eredmény | Helyezés |
| ------------------------ | ----------- | --------------------------------------------------------------------------- | ---------- | ------------------------------------------ | ----------------- | ----------------- | -------- |
| Cogtbadzarín Enhdzsargal | 48 kg       | B csoport · Angélique Berthenet (FRA) · 4-7 · Leopoldina Ross (GBS) · 12-0  | 2.         | 5–8. helyért · Brigitte Wagner (GER) · TUS | kiesett           |                   | 8.       |
| Ocsirbatín Burmá         | 72 kg       | B csoport · Szvitlana Szajenko (UKR) · 0-3 · María Luíza Vrióni (GRE) · 3-4 | 3.         | kiesett                                    | kiesett           | kiesett           | 10.      |

## Cselgáncs
Férfi
| Versenyző              | Versenyszám  | Selejtező         | 32-es főtábla                        | Nyolcaddöntő                             | Negyeddöntő                       | Elődöntő                          | Vigaszág első kör               | Vigaszág negyeddöntő               | Vigaszág elődöntő | Bronz- mérkőzés                 | Döntő             | Helyezés    |
| Versenyző              | Versenyszám  | Ellenfél Eredmény | Ellenfél Eredmény                    | Ellenfél Eredmény                        | Ellenfél Eredmény                 | Ellenfél Eredmény                 | Ellenfél Eredmény               | Ellenfél Eredmény                  | Ellenfél Eredmény | Ellenfél Eredmény               | Ellenfél Eredmény | Helyezés    |
| ---------------------- | ------------ | ----------------- | ------------------------------------ | ---------------------------------------- | --------------------------------- | --------------------------------- | ------------------------------- | ---------------------------------- | ----------------- | ------------------------------- | ----------------- | ----------- |
| Hasbátarín Cagánbátar  | Légsúly      |                   | Ákram Sah (IND) · 1000-0000          | Taraje Williams-Murray (USA) · 1000-0000 | Cshö Minho (KOR) · 1000-0000      | Nomura Tadahiro (JPN) · 0000-1000 |                                 |                                    |                   | Kenji Uematsu (ESP) · 0010-0000 |                   |             |
| Gantömörín Dasdavá     | Harmatsúly   |                   | Giorgi Vazagasvili (GRE) · 0100-0010 | Ucsisiba Maszato (JPN) · 0000-1001       |                                   |                                   | Jorge Lencina (ARG) · 0001-1011 | kiesett                            | kiesett           | kiesett                         |                   | helyezetlen |
| Damdiní Szüldbajar     | Könnyűsúly   |                   | Vselovods Zeļonijs (LAT) · 1110-0011 | Bernard Etoga (CMR) · 0010-0001          | Vitalij Makarov (RUS) · 0000-0120 |                                   |                                 | Davit Kevhisvili (GEO) · 0010-0011 | kiesett           | kiesett                         |                   | helyezetlen |
| Damdinszürengín Njamhű | Váltósúly    |                   | Gabriel Arteaga (CUB) · 0001-0130    | kiesett                                  | kiesett                           | kiesett                           |                                 |                                    |                   |                                 |                   | helyezetlen |
| Cend-Ajúshín Ocsirbat  | Középsúly    |                   | Krisna Bayu (INA) · 0101-0001        | Carlos Honorato (BRA) · 0100-0101        | kiesett                           | kiesett                           |                                 |                                    |                   |                                 |                   | helyezetlen |
| Batdzsargalín Odhű     | Félnehézsúly |                   | Iveri Dzsikurauli (GEO) · 0000-1000  | kiesett                                  | kiesett                           | kiesett                           |                                 |                                    |                   |                                 |                   | helyezetlen |

Női
| Versenyző               | Versenyszám | Selejtező                        | Nyolcaddöntő                        | Negyeddöntő       | Elődöntő          | Vigaszág első kör | Vigaszág negyeddöntő | Vigaszág elődöntő | Bronz- mérkőzés   | Döntő             | Helyezés    |
| Versenyző               | Versenyszám | Ellenfél Eredmény                | Ellenfél Eredmény                   | Ellenfél Eredmény | Ellenfél Eredmény | Ellenfél Eredmény | Ellenfél Eredmény    | Ellenfél Eredmény | Ellenfél Eredmény | Ellenfél Eredmény | Helyezés    |
| ----------------------- | ----------- | -------------------------------- | ----------------------------------- | ----------------- | ----------------- | ----------------- | -------------------- | ----------------- | ----------------- | ----------------- | ----------- |
| Hisigbatín Erdenet-Od   | Könnyűsúly  |                                  | Kuszakabe Kie (JPN) · 0002-0020     | kiesett           | kiesett           |                   |                      |                   |                   |                   | helyezetlen |
| Erdene-Ocsirín Dolgormá | Nehézsúly   | Lee Hsiao-Hung (TPE) · 0021-0001 | Marina Prokofjeva (UKR) · 0001-0200 | kiesett           | kiesett           |                   |                      |                   |                   |                   | helyezetlen |

## Ökölvívás
| Versenyző                | Versenyszám | Selejtező                   | Nyolcaddöntő                | Negyeddöntő       | Elődöntő          | Döntő             | Helyezés |
| Versenyző                | Versenyszám | Ellenfél Eredmény           | Ellenfél Eredmény           | Ellenfél Eredmény | Ellenfél Eredmény | Ellenfél Eredmény | Helyezés |
| ------------------------ | ----------- | --------------------------- | --------------------------- | ----------------- | ----------------- | ----------------- | -------- |
| Urancsimegín Mönh-Erdene | Könnyűsúly  | Michael Medor (MRI) · 29-23 | Pek Csongszop (KOR) · 22-33 | kiesett           | kiesett           | kiesett           | 9.       |

## Sportlövészet
Női
| Versenyző         | Versenyszám   | Selejtező | Selejtező | Döntő   | Döntő    |
| Versenyző         | Versenyszám   | Pont      | Helyezés  | Pont    | Helyezés |
| ----------------- | ------------- | --------- | --------- | ------- | -------- |
| Otrjadin Gündegmá | Légpisztoly   | 380       | 16.**     | kiesett | kiesett  |
| Otrjadin Gündegmá | Sportpisztoly | 583       | 5.*       | 683,4   | 6.       |

* - egy másik versenyzővel azonos eredményt ért el

** - négy másik versenyzővel azonos eredményt ért el

## Súlyemelés
Női
| Versenyző              | Versenyszám | Szakítás | Szakítás | Lökés    | Lökés    | Összesen | Helyezés |
| Versenyző              | Versenyszám | Eredmény | Helyezés | Eredmény | Helyezés | Összesen | Helyezés |
| ---------------------- | ----------- | -------- | -------- | -------- | -------- | -------- | -------- |
| Namhajdordzsín Bajarmá | 58 kg       | 87,5     | 14.      | 107,5    | 14.      | 195,0    | 14.      |

## Úszás
Férfi
| Versenyző     | Versenyszám | Előfutam | Előfutam | Előfutam | Elődöntő | Elődöntő | Elődöntő | Döntő   | Döntő    |
| Versenyző     | Versenyszám | Idő      | Hely.    | Össz.    | Idő      | Hely.    | Össz.    | Idő     | Helyezés |
| ------------- | ----------- | -------- | -------- | -------- | -------- | -------- | -------- | ------- | -------- |
| Andrejn Tamir | 100 m gyors | 57,29    | 2.       | 64.      | kiesett  | kiesett  | kiesett  | kiesett | kiesett  |